# Nazionale femminile di pallamano del Senegal
La nazionale di pallamano femminile del Senegal rappresenta il Senegal nelle competizioni internazionali della pallamano.